# Pierre Antoine Bellangé

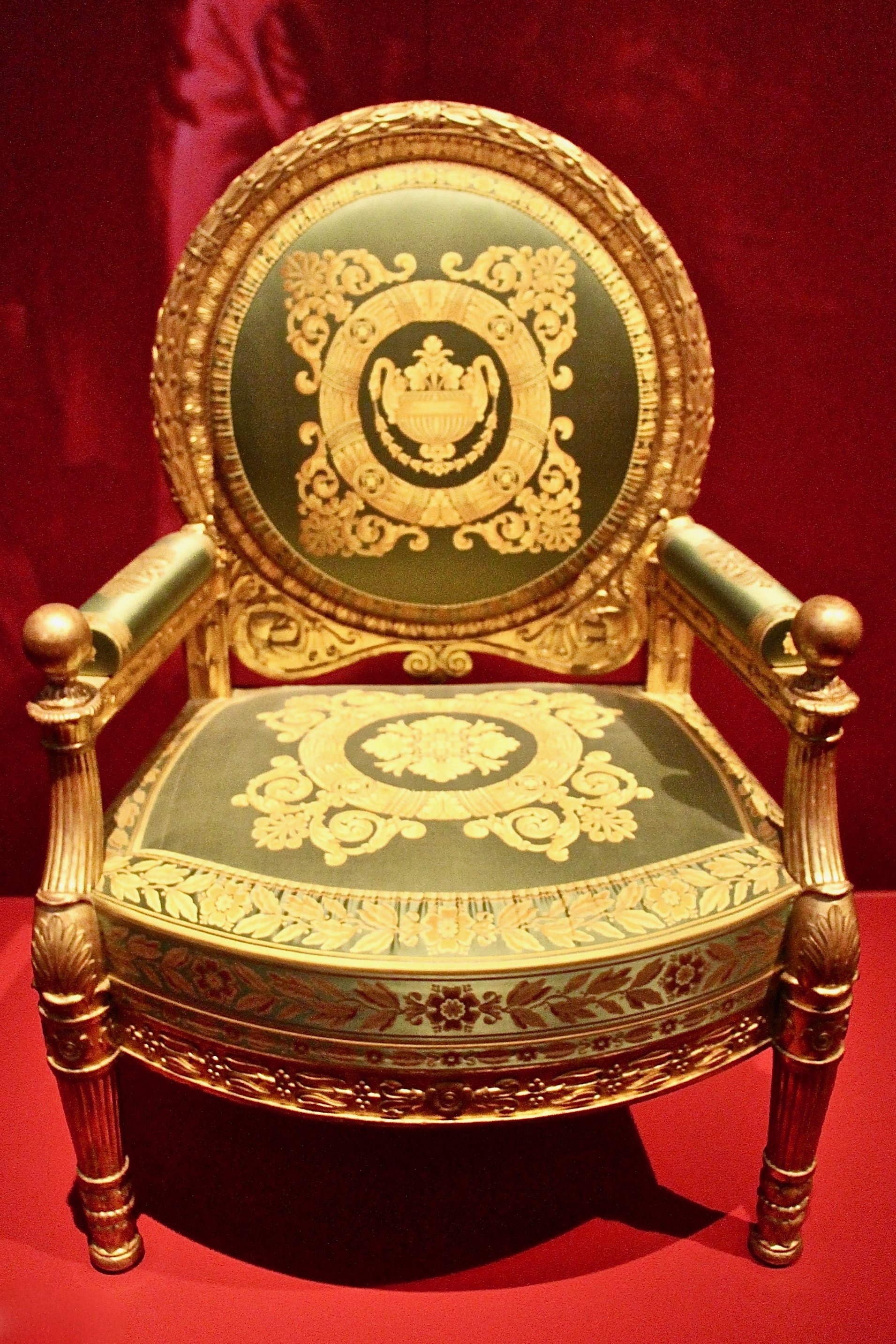
Fotel wykonany przez artystę

Pierre Antoine Bellangé (ur. 1758 w Paryżu, zm. 25 marca 1827 tamże) – francuski twórca mebli. Tytuł mistrzowski otrzymał w 1788. Pracował dla bogatej lub utytułowanej klienteli, wykonał wiele mebli dla rezydencji cesarskich Napoleona. Jest zaliczany do inicjatorów eklektyzmu w XIX wieku; jego twórczość była zróżnicowana stylistycznie, cechą łączącą większość jego mebli była masywność i duże rozmiary. Dla hrabiego Esterhazy Bellangé wykonał krzesła oraz łóżko w stylu klasycznym, ozdobione głowami kobiecymi zwieńczonymi laurem. Dla hrabiego de Cars wykonał łóżko w stylu Ludwika XV, rzeźbione w motywy róż i rocaille. Po rewolucji francuskiej otrzymał wiele zamówień państwowych. Na wystawie w 1827 otrzymał nagrodę za krzesło hebanowe, na wystawie w 1839 nagrodę za markieterie w stylu Boulle'a, które wykonał dla Ludwika Filipa. W Musée Marmottan znajduje się wykonane przez niego biurko oparte na ośmiu nogach w kształcie skrzydlatych lwów.
W 1817 prezydent Stanów Zjednoczonych Monroe zamówił u Bellangé'a, jako słynnego już wówczas twórcy, duży zespół 53 mebli do Białego Domu. W skład zamówienia wchodziły m.in. krzesła, fotele, podnóżki, berżery i stół. Poszczególne elementy tego kompletu zostały następnie sprzedane, ale za prezydentury Kennedy'ego odzyskano niektóre z nich i są używane w Białym Domu.